# فلسفه آمریکایی

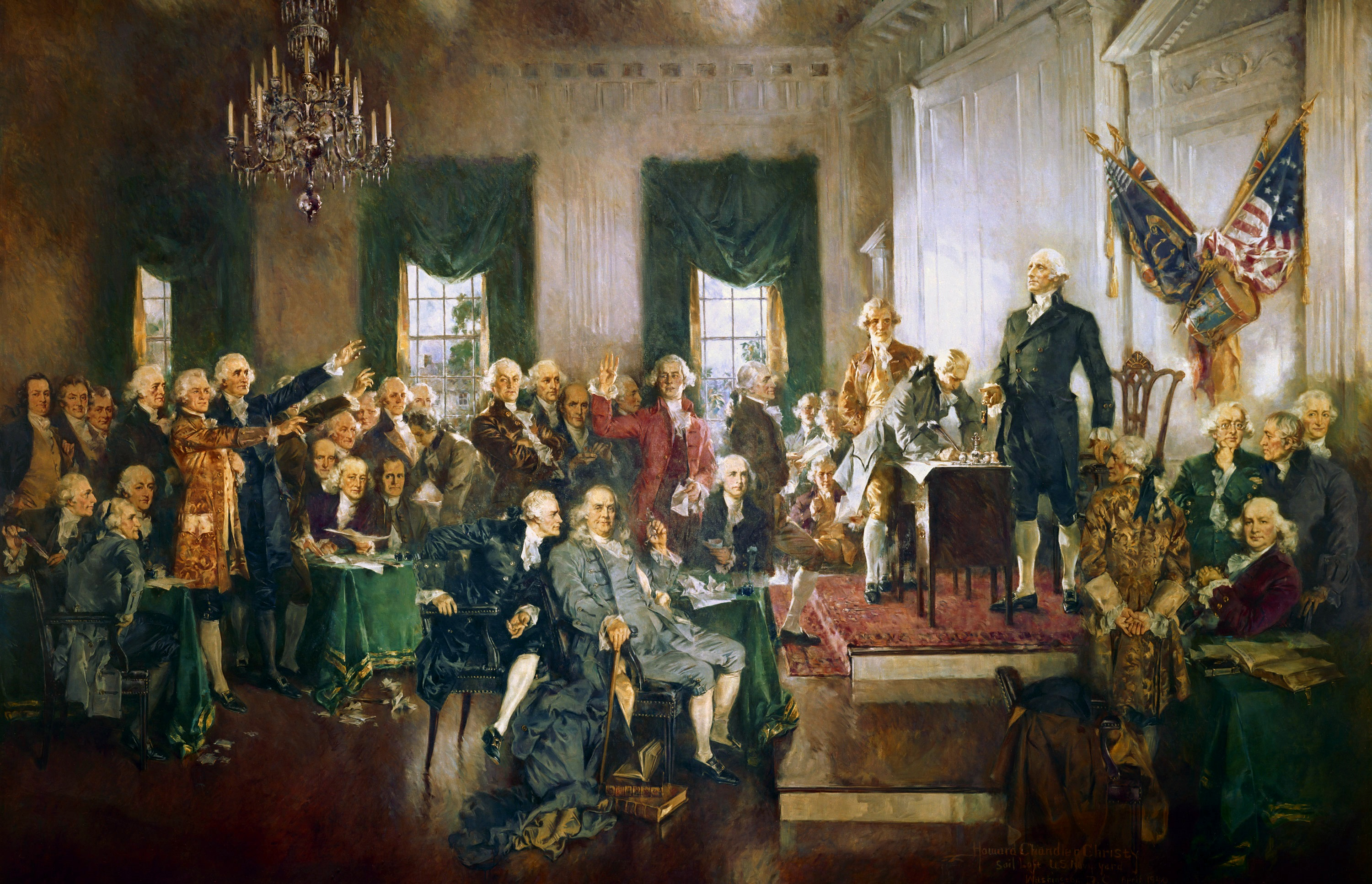
«نقاشی از هوارد چندلر کریستی» از صحنه‌ای در قرارداد فیلادلفیا که منجر به امضای قانون اساسی ایالات متحده، یک سند مهم در فلسفه سیاسی و قانونگذاری آمریکا.

فلسفه آمریکایی، عبارت است از مجموعه متن‌ها، فعالیت‌ها و سنت‌های فیلسوفان وابسته به ایالات متحده آمریکا. دایرة المعارف اینترنتی فلسفه، بیان می‌دارد که فلسفه آمریکایی، فاقد یک هسته تعیین‌کننده و دارای ویژگی‌های ذاتی است؛ اما همچنان می‌تواند به‌عنوان انعکاس ای از هویت جمعی آمریکا در طول تاریخ شناخته شود. فلسفه آمریکا تا حد بسیار زیادی تأثیر پذیرفته از اندیشه‌های فیلسوفان اروپایی می‌باشد. حتی برخی از جامعه‌‌شناسان اروپا مانند ماکس وبر نیز تأثیراتی بر تفکرات بنیادین فلاسفه آمریکایی نسبتاً قدیمی گذاشته‌اند. در مجلس نمایندگان و مجلس  سنا آمریکا ، دانش فلسفه تقریباً از همان ابتدا بر ذهن اعضا، و حتی در تصمیم‌گیری‌ها و تصویب لایحه‌ها توسط ایشان تأثیر گذاشت و باعث تولد نوعی از همان اندیشه و ارزشی شد که امروزه در دوران مدرنیته و پسا مدرنیته، رویای آمریکایی نام گرفته است.
درواقع این روش فلسفی، بعنوان انقلابی در مقابل سنت فلسفه‌ی بی‌حاصل در مدارس آمریکا و همچنین سنت بیهوده مابعدالطبیعی که در اروپای آن زمان وجود داشت، ظهور کرد. به اعتقاد صاحبان این مکتب ، روش و نظریه پراگماتیسم در حل مسائل عقلی و در پیش بردن سیر ترقی و پیشرفت انسان سودمند است. شروع جنبش پراگماتیسم را میتوان پس از جنگ‌های داخلی آمریکا دانست، درواقع با آغاز این جنبش، روحی تازه در کالبد فلسفه در آمریکا دمیده شد. مهم‌ترین زمینه ظهور این مکتب در آمریکا فرضیه تکامل داروین است. یکی از جریان‌های دیگری که نقش مهمی را در ظهور پراگماتیسم در آمریکا رقم زد، مهاجرت بعضی از شاگردان هگل به آمریکا بود که به «هگلیان سن لوئی» معروف شدند. این گروه، نخستین نشریه فلسفی را در ایالات متحده آمریکا به نام «مجله فلسفی نظری» منتشر کردند. از نقاط مثبت این نشریه، ارائه ترجمه‌هایی از آثار فیلسوفان اروپایی بود. با ارائه این ترجمه ها راه برای فیلسوفان آمریکایی که در جستجوی روش‌ها و اندیشه های تازه بودند، هموار شد. پراگماتیسم در کشورهایی مانند انگلستان و آلمان نیز نمایندگانی دارد (شیلر و وای هنگر)، اما از آنجا که نمایندگان اصلی آن سه فیلسوف آمریکایی یعنی پیرس، جیمز و دیوئی هستند، به فلسفه آمریکایی معروف گشته است. شاید بشکل ساده بتوان اصول اساسی عملگرایی یا پراگماتیسم را به این صورت خلاصه کرد:
1. ما از دریافت واقعیت همانگونه که هست محروم هستیم.
2. واقعیت امری ثابت و راکد نبوده و نخواهد بود و در گذر و سیلان است.
3. بنابراین در بین نظریه‌های مختلفی که دربارهٔ واقعیت ابراز می‌شود، بهترین و معقولانه‌ترین طریق آن است که به نظریه‌هایی چنگ بزنیم که در عمل مفید باشند.

پیرس و نظریه معنی
از دیدگاه پیرس ،پراگماتیسم نظریه ای در باب معنی است نه در باب حقیقت. از نظر او «برای تعیین معنای یک مفهوم بشیوه معقول، انسان باید درک کند که نتایج‌ یک عمل، طبیعتا از درستی یک مفهوم بوجود می‌آیند، و حاصل این نتایج، معنای آن مفهوم را  نشان میدهد و تعیین میکند». مثلاً اگر کسی نمی‌داند «سفت و سخت» یعنی چه، برای او توضیح داده می‌شود که چیزی است که در برابر فشار مقاومت می‌کند، یا مثلاً می‌توان رویش نشست و… . یعنی حاصل و نتیجه عملی بر روی آن مفهوم برایش شرح داده میشود تا او بتواند معنای آن را درک کند. به‌طور کلی مجموع نتایج‌ عملی که در صورت سخت بودن یک شئ لازم می‌آید، معنا و مفهوم آن شیء خواهد بود. در واقع کل معنای یک مفهوم عبارت است از کل نتایج عملی آن مفهوم.
خدا در تفکر پیرس
پیرس را می‌توان یک فرد معتقد به خدا دانست، اما خدا در فلسفه پیرس نقشی ندارد. او مخالف آمیختن فلسفه و دین است. او از ژرف اندیشی سخن می‌گوید، و آن را فعالیتی از ذهن می‌داند که مستقیماً به خدا رهنمون می‌شود. مقصود از ژرف اندیشی نوعی علم فطری و غریزی یا تجربه قلبی است که اعتقاد به خدا را امری اجتناب‌ناپذیر می‌کند. به عقیده پیرس دل سپردن به ندای غریزه از هرگونه استدلال و برهان مفیدتر است. پیرس معتقد است وجود خدا یک دیدگاه کاملاً بدیهی است و تصور خدا را برآمده از تجربه مستقیم می‌داند.

## قرن هفدهم
سنت فلسفی آمریکا در دوران استعمار اروپائیان در دنیای نو، یا به صورت دقیق‌تر قاره آمریکا آغاز شد. پیوریتن‌ها با مهاجرت به نیو انگلند، قدیمی‌ترین فلسفه آمریکا در سنت دینی را (مشیت‌گرایی پیورتن) به قارهٔ جدید آوردند.
در این سنت بر رابطهٔ میان فرد و جامعه تأکید می‌شد. این موضوع در اسناد اولیه دوران استعمار همچون دستورهای بنیادی کنتیکت (۱۶۳۹) و سازمان آزادی ماساچوست (۱۶۴۱) خود را نشان می‌دهد.
اندیشمندانی چون جان ونتروب (John Winthrop) بر رجحان زندگی عمومی نسبت به خصوصی تأکید داشتند. درحالی که نویسندگان دیگری مانند روگر ویلیامز (یکی از بنیان‌گذاران ایالت رود آیلند) باور داشتند که تسامح مذهبی را به تلاش برای دست‌یابی همگرایی در جامعه ترجیح می‌دادند.

## قرن هجدهم
فلسفه آمریکا در قرن هجدهم را می‌توان به دو بخش تقسیم کرد؛ بخش نخست آن از الهیات کالوینیزم پیوریتن اصلاح دینی و بخش دوم از فلسفه اخلاقی روشنگری بومی که در کالج‌های آمریکا تدریس می‌شد، تأثیر گرفته است. این دو بخش در سال‌های پر آشوب دهه ۱۷۵۰ و ۱۷۷۰ برای شکل‌دادن به فرهنگ فکری نوین برای ایالات متحده آمریکا به کار گرفته شدند و این باعث ظهور روشنگری اروپایی در آمریکا شد. آرای روشنگری با تفکر سیاسی پدران بنیان‌گذار، یعنی گروهی از رهبران آمریکا که مستعمرات سیزده‌گانه را متحد و جنگ استقلال‌طلبی از بریتانیای کبیر را رهبری کردند، مرتبط است.
دو فیلسوف برجسته آمریکایی ساموئل جانسون و جاناتان ادواردز نخست تحت تأثیر متفکران اروپایی همچون دکارت، لاک، بارکلی و کانت قرار داشتند. اما سپس ایده‌های روشنگری خود را تطبیق کردند و گسترش دادند تا الهیات و فلسفه آمریکایی خود را بهبود بخشند. این دو، بعنوان رهبران کنگره‌گرایان پیورتن تعیین شدند که بسیاری از آموزه‌های جدید روشنگری را پذیرفتند و هر دو تحصیل‌کرده دانشگاه ییل بودند. از این رو بارکلی توانست بر ایده‌آلیست‌هایی که رؤسای با نفوذ کالج بودند، تأثیر بسیاری بگذارد.
هر دو این افراد در راستای گسترش فلسفه سیاسی آمریکا و کارهای پدران بنیان‌گذار تأثیر گذاشتند. ولی ادواردز الهیات پیورتن اصلاح‌شده خود را مبتنی بر نظریه کالوینیست قرار داد، درحالی که جانسون به مذهب اسقفی انگلیکن (کلیسای انگلستان) روی آورد و سپس فلسفه جدید اخلاقی آمریکایی‌اش را مبتنی بر مذهب طبیعی ویلیم ولاستون بنا کرد. در پایان قرن رئالیسم عقل سلیم اسکاتلندی مکاتب بومی این دو رقیب را در منصب آموزش فلسفه درکالج‌های آمریکا قرار داد و تا وقوع جنگی داخلی، این فلسفه در دانشگاه‌های آمریکا حاکم باقی ماند.

### ظهور عصر روشنگری در آمریکا

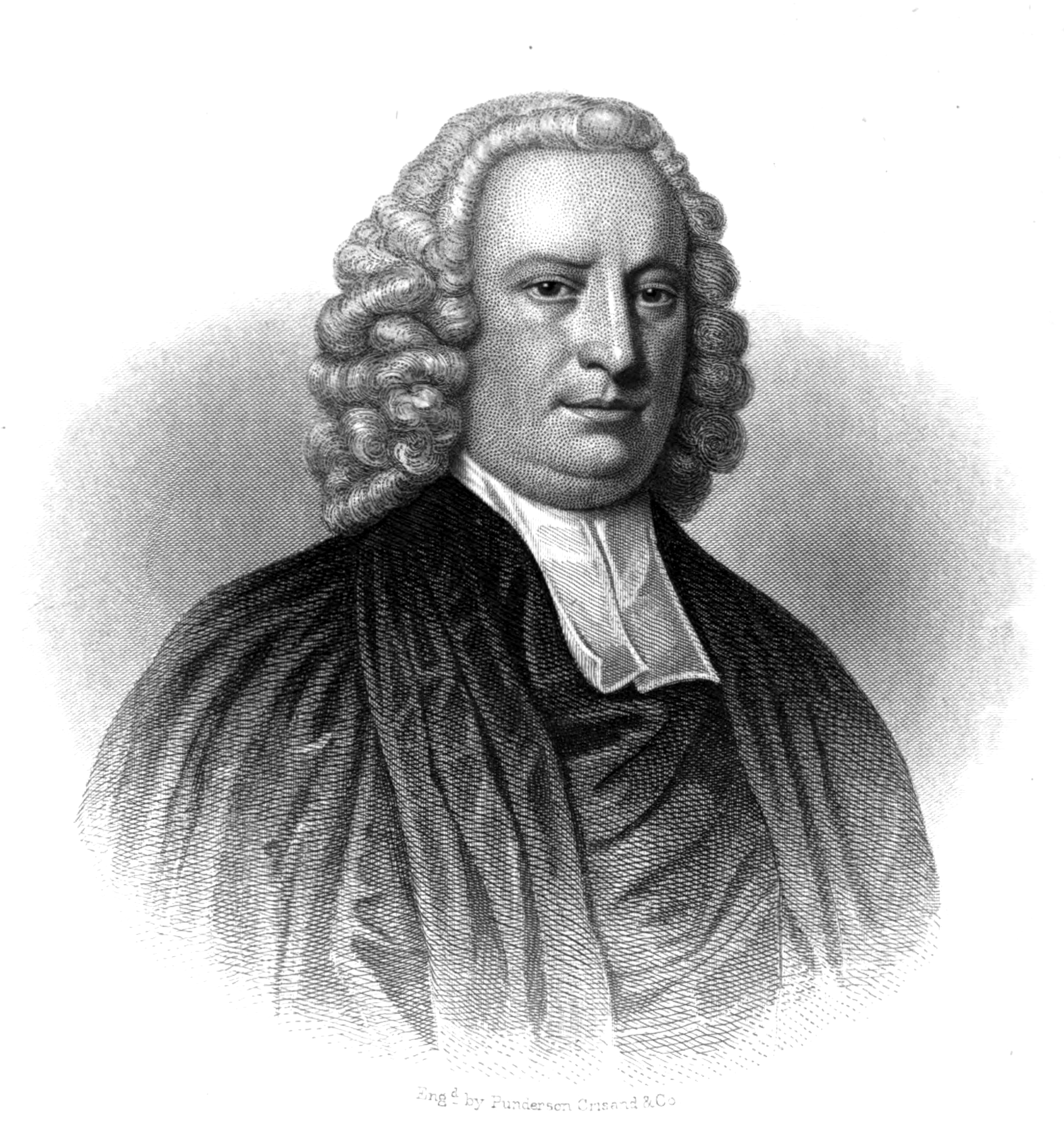
ساموئل جانسون

طی صد سال نخست، تعلیم و تربیت کالج در مستعمرات آمریکا در نیوانگلند، تحت حاکمیت الهیات پیورتن، ویلیام ایمز و روش‌های منطقی قرن شانزدهم پتروس راموس قرار داشت. سپس در سال ۱۷۱۴، هشتصد جلد کتاب از سوی انگلستان که توسط جِرِمیا دامر (Jeremiah Dummer) نماینده مستعمره انگلیس بود به دانشگاه ییل رسید. این کتاب‌ها حاوی موضوعاتی بودند که به «آموزش جدید» شناخته شدند و شامل آثار و کارهای نویسندگانی چون لاک، دکارت، نیوتن، بویل، شکسپیر و دیگر نویسندگان عصر روشنگری بودند، اگرچه نزد استادان و فارغ‌التحصیلان کالج‌های ییل و هاروارد پیورتن معروف نبودند.
ساموئل جانسون دانشجوی ۱۸ ساله اهل گیلفوردکنتیکت بود که کتاب «پیشرفت علم» اثری از فرانسیس بیکن را خواند. سپس جانسون در زندگی‌نامه‌اش نوشته است: «همه این‌ها مانند سیل در اراضی خشک و بی‌حاصل بودند» و او «خود را مانند شخصی توصیف کرد که از تاریکی ناگهان در برابر نور آفتاب قرار گرفته است (همانند تمثیل غار افلاطون)». او حالا آنچه را که در دانشگاه ییل آموخته بود «هیچ چیز نبود ولی تارهای عنکبوت آموزش گاهی معدود سیستم‌های انگلیسی و هالندی به سختی در جاده‌ها حاکمیت می‌کنند».
سپس جانسون در سال ۱۷۱۶ به عنوان استاد در دانشگاه ییل تعیین شد. او به تدریس روشنگری در این دانشگاه پرداخت. به این شکل بود که روشنگری در آمریکا شروع شد. یکی از دانشجوهای او در مقطع زمانی کوتاه، جاناتان ادواردز ۱۵ ساله بود. این دو دانشجو مستعد دانشگاه ییل که در آن زمان جزو متفکرین برجسته بودند که بعدها رئیس کالج شدند و مشکل اساسی ناسازگاری‌های میان آموزش قدیم و جدید را برای مردم آشکار ساختند. ولی هر کدام دربارهٔ موضوعات جبر در برابر اختیار، گناه نخستین در برابر جست‌وجوی خوش‌بختی، پایبندی به تقوا و تعلیم و تربیت اطفال، دیدگاه کاملاً متفاوتی داشتند.

### کالوینیزم اصلاح شده

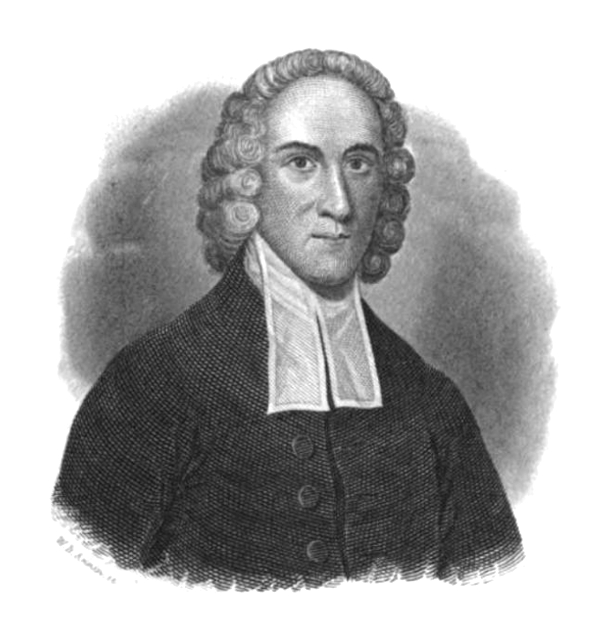
جاناتان ادواردز

جاناتان ادواردز را مهم‌ترین و اصلی‌ترین الهی‌دان فلسفی آمریکایی محسوب می‌کنند. او به دلیل موعظه و تبلیغ‌های پرانرژی‌اش همچون «گناه‌کاران در دستان خدای خشمگین» که گفته می‌شود نخستین بیداری بزرگ را آغاز کرد، معروف شد. ادواردز روی «سلطه مطلق خدا و زیبایی تقدس خدا» تأکید می‌کرد. او همچنین سعی می‌نمود که افلاطونیزم مسیحیت را با معرفت‌شناسی تجربه‌گرایی در تبانی با فیزیک نیوتنی متحد سازد. ادواردز عمیقاً تحت تأثیر جورج بارکلی که خود یک شخص تجربه‌گرا بود، قرار گرفت و او اهمیت موارد غیر مادی را برای ایجاد تجربه انسانی از اسقف بارکلی به دست آورد.
ذهنیت غیرمادی متشکل از درک و اختیار است و این مسئله در چارچوب نیوتنی که به مقوله اساسی متافیزیک مقاومت ادواردز مرتبط است، درک و تفسیر می‌گردد. هر ویژگی که یک شیء داشته باشد، این مشخصات را دارد چون شیء مقاومت می‌کند. مقاومت فی النفسه اعمال قدرت خداوند است و آن را می‌توان در قوانین حرکت نیوتن مشاهده نمود. در این قانون آمده است: که شیء تمایل ندارد حالت حرکت فعلی خود را تغییر دهد؛ یک شیء در حالت سکون همیشه در حالت سکون باقی خواهد ماند و یک شیء در حال حرکت همیشه در حال حرکت باقی خواهد ماند.
هرچند ادواردز با استفاده از ایده‌های روشنگری فلسفه طبیعی لاک، نیوتن و بارکلی الهیات پیورتن را اصلاح کرد، اما بازهم یک جبرگرا باقی ماند. جاناتان ادواردز نیز آزادی اختیار را رد کرد و گفت که «ما طبق خواست خود می‌توانیم هرکاری انجام دهیم، ولی نمی‌توانیم آن‌طور که باب طبعمان است آن را انجام دهیم» طبق سخن ادواردز، نه کارهای نیک و نه هم عقیده برخاسته از خود باعث رستگاری می‌شود. ولی این رحمتِ بدون قید و شرط خداوند است که به مثابه تنها داور و قاضی طالع و بخت انسان‌ها قرار گرفته است.

### روشن‌گری
درحالی‌که سنت فلسفی آمریکا در قرن هفدهم و اوایل قرن هجدهم با موضوعات مذهبی و دلیل اصلاح‌طلبی راموس شناخته می‌شد، اما قرن هجدهم بیشتر شاهد اتکاء بر علوم و تعالیم جدید عصر روشن‌گری، همراه با عقیده ایدئالیستی در کمال‌گرایی انسان از طریق تدریس اخلاقیات فلسفه و اقتصاد لِسه‌فِر و تأکید روی مسائل سیاسی بود.
ساموئل جانسون بنیان‌گذار فلسفه آمریکایی و نخستین فیلسوف برجسته در مستعمرات آمریکا و اولین نویسنده کتاب آموزشی فلسفه نامیده می‌شود. او نه تنها به فلسفه و الهیات بلکه به نظریه‌های آموزشی و طرح‌های طبقه‌بندی علم نیز علاقمند بود. از این رو، او یک دایرة المعارف نوشت و شغل آموزش کالج و سیستم‌های طبقه‌بندی کتابخانه را ایجاد نمود.